# 아르헨티나 야구 리그
아르헨티나 야구 리그(스페인어: Liga Argentina de Béisbol, LAB)는 아르헨티나의 야구 리그이다 . 이 리그는 2017년에 설립되었고 2024년 현재 6개 팀으로 구성되어 있다.
리그는 2017년에 코르도바와 살타 지방을 대표하는 두 개의 지역 야구 협회에 의해 결성되었다. 아르헨티나가 국제 야구 무대에 진출할 수 있도록 결성되었으며, 라틴 아메리카 프로 야구 협회와 제휴한 후 리그 챔피언은 라틴아메리칸 시리즈 출전권이 주어졌다. 2024년 이후에는 아메리카 시리즈의 출전권이 주어진다. 아직은 세미프로급의 지역독립리그 규모로 열리고 있다. 2024년 현재는 부에노스 아이레스, 살타, 코르도바 지역에서 경기가 열리고 있다.

## 참가 팀
- Arias
- Cachorros
- Club DAOM
- Falcons
- Patriots
- Popeye BC

## 같이 보기
- 라틴아메리칸 시리즈
- 아메리카 시리즈